# Silene media
Silene media är en nejlikväxtart som först beskrevs av Dmitrij Litvinov och som fick sitt nu gällande namn av Jurij Kleopov.
Silene media ingår i släktet glimmar och familjen nejlikväxter. Inga underarter finns listade i Catalogue of Life.